# Сицилианска ела
Сицилианската ела (Abies nebrodensis) е вид ела от семейство Борови (Pinaceae). Видът е критично застрашен от изчезване.

## Разпространение
Разпространен е в Италия.